# 마쓰다이라 노부마사 (1852년)

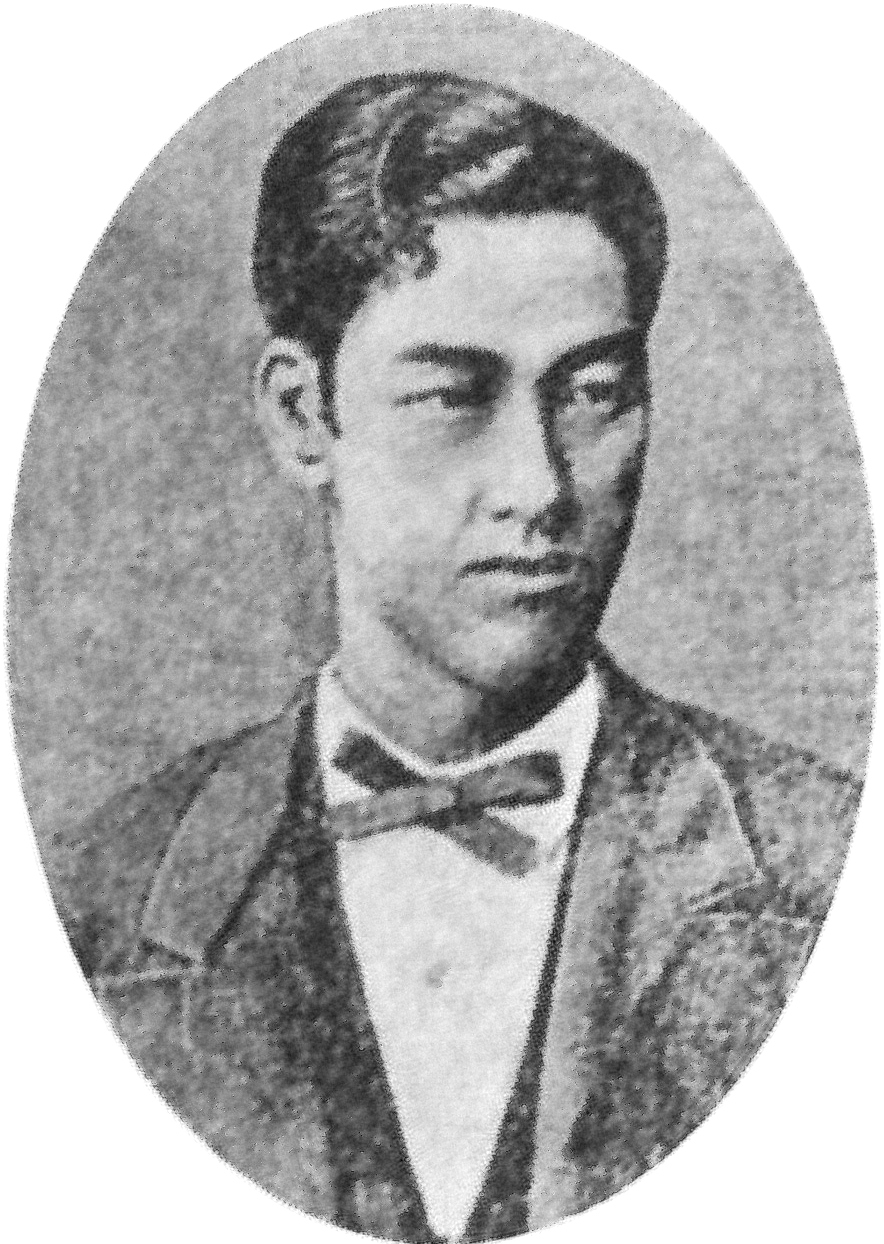
마쓰다이라 노부마사

마쓰다이라 노부마사(일본어: 松平信正, 1852년 6월 16일 ~ 1909년 10월 28일)는 단바 가메야마 번의 제8대(최후) 번주이다.
1852년 6월 16일(가에이 5년 4월 29일), 제6대 번주 마쓰다이라 노부히데의 7남으로 태어났다. 처음에는 가독을 형인 마쓰다이라 노부토시가 이을 예정이었지만, 노부토시가 1865년(게이오 원년)에 죽었기 때문에, 노부마사가 마쓰다이라 노부요시의 양자가 되어 1866년(게이오 2년)에 가독을 이어 제8대 번주가 된다.
막말에는 좌막파였지만, 1868년(게이오 4년)의 보신 전쟁에서 신정부의 압력을 받고 항복하여 동정(東征)에 참가하였다. 1869년(메이지 2년)의 판적봉환으로 가메야마 번의 지번사(知藩事)가 되어, 가메야마를 가메오카(亀岡)로 개칭했다. 1871년(메이지 4년), 폐번치현으로 지반시에서 면관(免官)되었다.
1909년(메이지 42년) 10월 28일에 58세로 사망했다.
| 전임 마쓰다이라 노부요시 | 제18대 가타노하라 마쓰다이라가 당주 1866년 ~ 1909년 | 후임 마쓰다이라 노부오키 |

| 전임 마쓰다이라 노부요시 | 제8대 단바 가메야마 번 번주 (가타노하라 마쓰다이라가) 1866년 ~ 1871년 | 후임 폐번 |